# Marchetto Cara
Marchetto Cara (Verona, 1470 — Mantua, después de 1525), fue un compositor laudista y cantante italiano.

## Biografía
Sus padres fueron Antonio y Domenica Cara. Se sabe que su padre trabajaba como sastre y barbero.
En un principio realizó estudios para dedicarse a la vida eclesiástica, pero abandonó los hábitos y estaba situado al servicio de la corte de los Gonzaga en Mantua como músico.
Estuvo al servicio como compositor y cantante del Marques Francesco Gonzaga y su mujer Isabel de Este gran protectora de las artes. En esta famosa corte convivió con otros músicos del renacimiento que también estaban al servicio de la misma, como Bartolomeo Tromboncino.
En 1506 ayuda a su hermano sacerdote Benedetto Cara, que había sido condenado a prisión por mantener relaciones con una mujer. Consigue su libertad y además le aseguró empleo como cantante en la corte
Se casó dos veces, primero con Giovanna Moreschi, también cantante y tras enviudar en 1509 con Barbara Leale.
En 1511 fue nombrado maestro de capilla de Francesco Gonzaga y su hijo Federico, siendo por tanto el encargado de la parte musical de los servicios religiosos de la catedral de San Pietro y de la música profana que se interpretaba en la corte.
Falleció en 1525 poco después de realizar su testamento.

## Obra
Es famoso como compositor por sus frottolas (canciones polifónicas predecesoras del madrigal). Una de las más conocidas  es "Io non compro piú speranza" que fue compuesta en 1504 y publicada en el primer libro de Frottolas de Petrucci.